# رده‌بندی کوهستان در تور دو فرانس

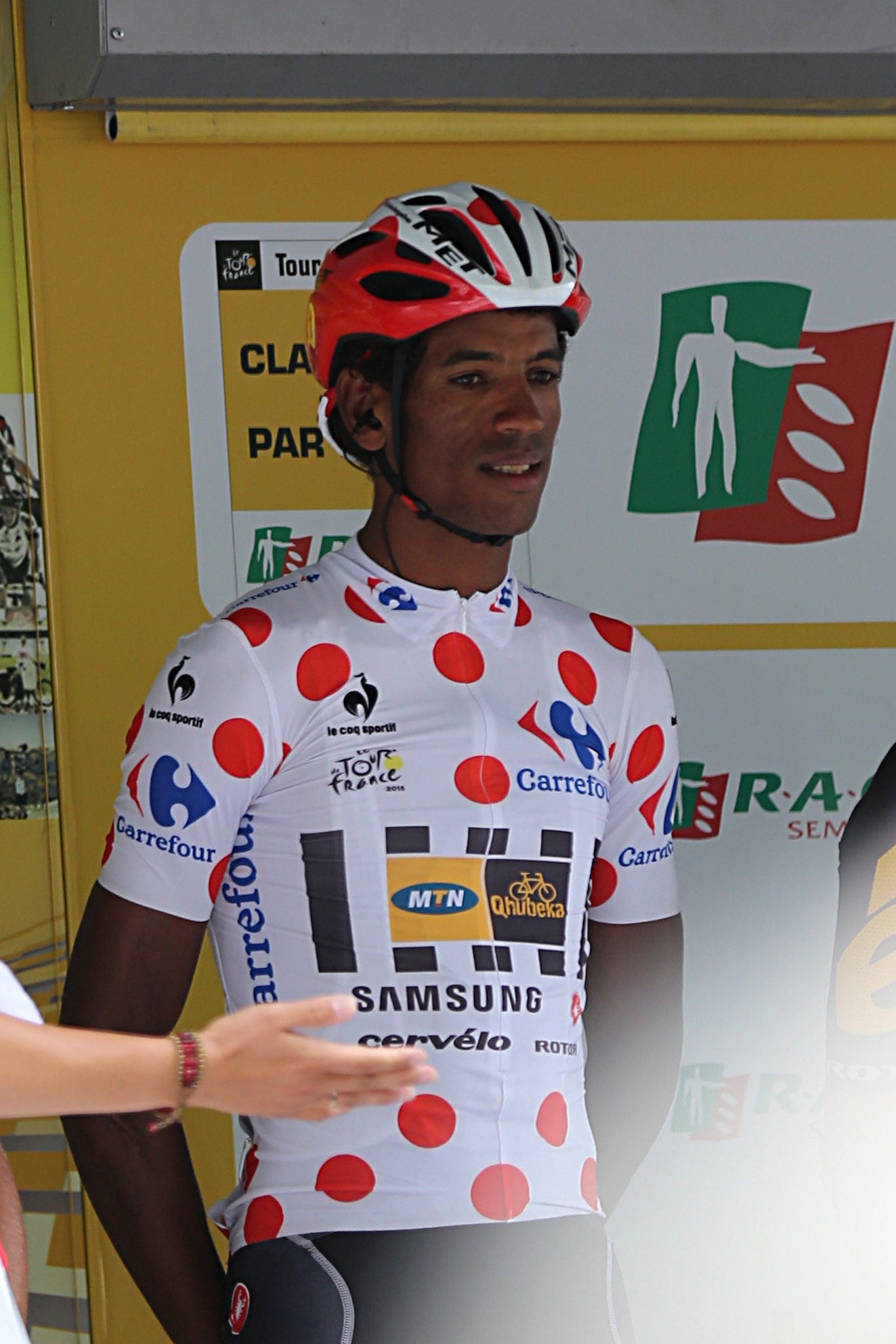
دانیل تکله‌هایمانوت با پیراهن کوهستان در پایان مرحلهٔ هشتم تور دو فرانس ۲۰۱۵

رده‌بندی کوهستان در تور دو فرانس یک رده‌بندی جانبی در تور دو فرانس است که در آن، رکابزنانی که پیش از سایرین به بالای یک سربالایی برسند، امتیازهایی را به دست می‌آورند. رهبر این رده‌بندی، سلطان کوهستان نامیده می‌شود و از ۱۹۷۵ پیراهن سفید با دایره‌های قرمز (به فرانسوی: maillot à pois rouges) به تن می‌کند.

## تاریخچه
نخستین سربالایی بزرگ در تور دو فرانس ۱۹۰۵ در بالون دالزاس (به ارتفاع ۱۱۷۸ متر) در ووسژه بود. مسیرهای کوهستانی نخستین بار در ۱۹۱۰ در پیرنه در نظر گرفته شدند. در سال ۱۹۱۱ آلپ نیز به برنامهٔ مسابقه افزوده شد.
از سال ۱۹۰۵، لوتو که روزنامهٔ سازمانی تور بود، یک رکابزن را به عنوان بهترین سربالایی‌رو معرفی می‌کرد. در ۱۹۳۳ ویچنزه تروبا برندهٔ این رده‌بندی شد؛ هرچند که در سرپایینی بسیار ضعیف بود و پیروزی در سربالایی هیچ سودی برایش نداشت. انری دسگرانژ برگزار کنندهٔ تور دو فرانس، تصمیم گرفت که رکابزنان برای پیروزی در سربالایی‌ها باید جایزه‌ای به دست آورند. از ۱۹۳۴ به بعد، فاصلهٔ زمانی میان نفر اول و دوم در سربالایی به عنوان جایزهٔ زمانی به نفر اول داده می‌شد. این جایزه‌های زمانی در سال‌های بعد حذف شدند، ولی رده‌بندی سلطان کوهستان باقی ماند. طرح پیراهن کوهستان توسط شکلات پولن (تولید کنندهٔ شکلات‌هایی با روکش نقطه‌ای) که حامی مالی مسابقات بود، معرفی شد. اکنون سوپرمارکت‌های کارفور حامی مالی این پیراهن است.

## برندگان
تا سال ۲۰۱۶ ریشار ویرنک با ۷ پیروزی در رده‌بندی کوهستان، بیشترین موفقیت را در این رده‌بندی به دست آورده‌است. فدریکو بائامونتس و لوسین وان ایمپه هر کدام ۶ بار برندهٔ پیراهن کوهستان شده‌اند. خولیو خیمنز نیز سه بار پیراهن کوهستان تور دو فرانس را به دست آورده‌است. یازده رکابزن دیگر هر کدام دو بار برندهٔ پیراهن کوهستان شده‌اند.
بیشترین برندگان رده‌بندی کوهستان فرانسوی بوده‌اند و بیشترین پیروزی‌ها نیز توسط رکابزنان فرانسوی کسب شده‌اند. تا سال ۲۰۱۶ بیست رکابزن فرانسوی جمعاً ۳۱ بار برندهٔ پیراهن کوهستان شده‌اند. رکابزنانی از کشورهای اسپانیا، ایتالیا، بلژیک، کلمبیا، دانمارک، لوکزامبورگ، هلند، بریتانیا و لهستان نیز تاکنون بیش از یک بار برندهٔ رده‌بندی کوهستان در تور دو فرانس شده‌اند.

## توزیع امتیاز
نخستین رکابزنانی که به پایان یک خط کوهستانی برسند، امتیازهایی را بر پایهٔ رتبهٔ خود به دست می‌آورند. این امتیازها به صورت زیر توزیع می‌شوند:
|       | درجهٔ ۴ | درجهٔ ۳ | درجهٔ ۲ | درجهٔ ۱ | درجهٔ HC |
| ----- | ------ | ------ | ------ | ------ | ------- |
| اول   | ۱      | ۲      | ۵      | ۱۰     | ۲۵      |
| دوم   |        | ۱      | ۳      | ۸      | ۲۰      |
| سوم   |        |        | ۲      | ۶      | ۱۶      |
| چهارم |        |        | ۱      | ۴      | ۱۴      |
| پنجم  |        |        |        | ۲      | ۱۲      |
| ششم   |        |        |        | ۱      | ۱۰      |
| هفتم  |        |        |        |        | ۸       |
| هشتم  |        |        |        |        | ۶       |
| نهم   |        |        |        |        | ۴       |
| دهم   |        |        |        |        | ۲       |

در صورتی که خط پایان یک مرحله، کوهستانی درجهٔ ۲، ۱ یا HC باشد، امتیاز آن دو برابر می‌شود. انتخاب و درجه‌بندی کوهستانی توسط سازمان‌دهندگان مسابقه انجام می‌شود.

## انتقاد به سیستم

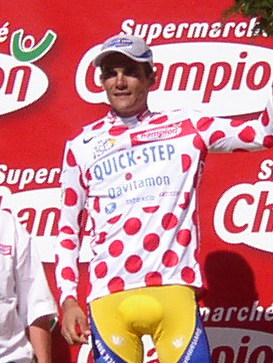
ریشار ویرنک، با پوشیدن پیراهن خال‌خالی به عنوان صدرنشین رده‌بندی صعودهای کوهستانی، مرحله هشتم تور دو فرانس ۲۰۰۳، سالانش - لاپه دوئز را به پایان رساند.

در سال‌های اخیر انتقادهایی به این سیستم امتیازدهی وارد شده‌است. لوسین وان ایمپه گفته‌است که پیراهن کوهستان بی‌ارزش شده‌است، زیرا کسانی آن را به دست می‌آورند که امیدی به برنده شدن در رده‌بندی اصلی ندارند و اجازه می‌یابند که فرار کنند و امتیازاتی را در خطوط کوهستان به دست آورند. اجرای این تاکتیک توسط رکابزنانی مانند لوران ژالابر و ریشار ویرنک آغاز شد.